# Lincoln (Ontario)
Lincoln es una ciudad en la municipalidad regional de Niágara en Ontario a Canadá. El centro administrativo está en la comunidad de Beamsville. Según el censo de 2006, la localidad tenía una población de 21 722 habitantes.